# Handball aux Jeux méditerranéens de 1975
Navigation
Tunis 1967 Split 1979
La compétition de handball aux Jeux méditerranéens de 1975 se déroule du 26 au 31 août 1975 dans la salle Harcha Hassen à Alger en Algérie.
La Yougoslavie remporte le tournoi masculin, composé de cinq équipes. À noter que la France a renoncé à participer à la compétition, préférant se focaliser sur les qualification pour les Jeux olympiques.

## Tournoi masculin
Le programme et les résultats sont :
|   | Équipe      | Pts | J | G | N | P | Bp  | Bc | Diff |
| - | ----------- | --- | - | - | - | - | --- | -- | ---- |
| 1 | Yougoslavie | 8   | 4 | 4 | 0 | 0 | 129 | 83 | 46   |
| 2 | Espagne     | 6   | 4 | 3 | 0 | 1 | 74  | 60 | 14   |
| 3 | Algérie     | 4   | 4 | 2 | 0 | 2 | 80  | 84 | -4   |
| 4 | Tunisie     | 2   | 4 | 1 | 0 | 3 | 71  | 81 | -10  |
| 5 | Italie      | 0   | 4 | 0 | 0 | 4 | 49  | 95 | -46  |

| Date et heure        | Équipe 1    | Score   | Équipe 2 |
| -------------------- | ----------- | ------- | -------- |
| 26 août 1975 à 19h30 | Algérie     | 18 – 13 | Italie   |
| 26 août 1975 à 21h00 | Tunisie     | 11 – 16 | Espagne  |
| 27 août 1975 à 19h30 | Yougoslavie | 35 – 16 | Italie   |
| 27 août 1975 à 21h00 | Algérie     | 20 – 16 | Tunisie  |
| 29 août 1975 à 19h00 | Yougoslavie | 25 – 19 | Espagne  |
| 29 août 1975 à 21h00 | Tunisie     | 22 – 12 | Italie   |
| 30 août 1975 à 19h30 | Yougoslavie | 33 – 22 | Tunisie  |
| 30 août 1975 à 21h00 | Algérie     | 16 – 19 | Espagne  |
| 31 août 1975 à 19h30 | Espagne     | 20 – 8  | Italie   |
| 31 août 1975 à 21h00 | Yougoslavie | 36 – 26 | Algérie  |

Remarque : toutes les heures sont en UTC+1.

## Effectif des équipes

### Équipe de Yougoslavie, médaillée d'or
L'effectif de la Yougoslavie, vainqueur de la compétition, était :
- Zdravko Miljak (en)
- Vlado Božović
- Radivoje Krivokapić (en)
- Petrit Fejzula (en)
- Radisav Pavićević (en)
- Branislav Pokrajac
- Nebojša Popović
- Zdravko Rađenović (en)
- Milorad Karalić
- Zvonimir Serdarušić
- Miroslav Pribanić (en)
- Hrvoje Horvat
- Predrag Timko (en)
- Željko Nimš (en)
- Abas Arslanagić
- Zdenko Zorko (en)

### Équipe d'Espagne, médaillée d'argent
Parmi les joueurs, on trouve :
- Fernando de Andrés (en)
- Miguel Ángel Cascallana (es)
- Javier García Cuesta
- Francesc López Balcells (ca)
- Gregorio López Pelayo (ca)
- José Novoa (en)
- José María Pagoaga (en)
- José Perramón Acosta (es)
- Juan de la Puente Bordonaba (es)
- José Manuel Taure (en)
- Juan José Uría (en)
- José Villamarín (en)

### Équipe d'Algérie, médaillée de bronze
L'équipe d'Algérie, médaillée de bronze, est composée des joueurs suivants : 
- Fayçal Hachemi (gardien)
- Ahmed Farfar (gardien)
- Khiati
- Tsabet
- Azeddine Bouzerar
- Farouk Bouzerar
- Ali Akacha
- Djaafar Benhamza
- Sayed
- Benabdallah
- Grief
- Mouloud Mokhnache
- Driss Lamdjadani
- Lounès Amara
- Boukhobza
- Moumène

Le sélectionneur est le Roumain Mircea Costache II.

### Documents de référence
- 7e Jeux méditerranéens, Alger 1975, Comité d'organisation des Jeux méditerranéens (Imprimé à Gênes, Italie), 460 p. .
- « Résultats des Jeux méditerranéens d'Alger 1975 » [PDF], sur cijm.org.gr, Comité international des Jeux méditerranéens (consulté le 24 mars 2020), p. 15.